# Ann Harding

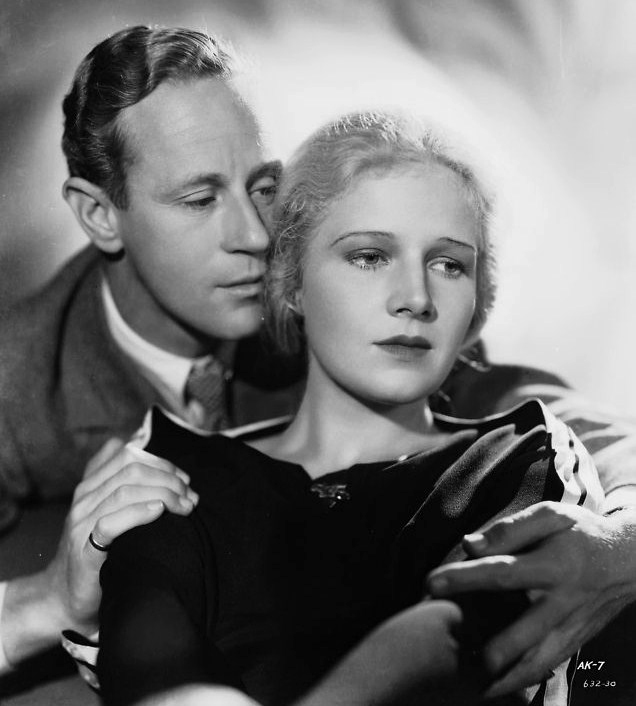
Leslie Howard i Ann Harding a la pel·lícula The Animal Kingdom (1932)

Ann Harding (San Antonio (Texas), 7 d’agost de 1902– Los Angeles (Califòrnia), 1 de setembre de 1981) va ser una actriu de teatre, cinema, ràdio i televisió nord-americana. Després d’una dècada actuant a Broadway va ser una de les primeres actrius de cinema en arribar a la fama amb el cinema sonor. Va ser nominada a l'Oscar a la millor actriu el 1931 per la seva interpretació a la pel·lícula “Holiday” (1930) en la cerimònia de l’any 1931.

## Biografia
Dorothy Walton Gatley (nom real de l’actriu) va néixer a Sant Antonio filla de l'oficial de l’exèrcit dels Estats Units George G. Gatley i d’Elizabeth Walton Crabb. Va començar els seus estudis a East Orange (Nova Jersey) on va rebre les primeres classes d’interpretació. Per tal d’esdevenir actriu es va traslladar a Nova York on, degut a l’oposició del seu pare a que fos actriu, va adoptar el nom artístic d’Ann Harding. Va ser lectora de guions per a la Famous Players-Lasky company. Poc després tenia feina semi-professional en teatres de Pennsylvania. El seu debut a Broadway va ser el 1921 amb “Like a King”. La seva dicció i presència artística va fer que ben aviat aconseguís papers protagonistes. El 1926 es va casar amb l’actor Harry Bannister de qui es divorciaria el 1932.
El seu debut cinematogràfic arribà de la mà de la Pathé amb “Paris Bound” (1929). Quan la Pathé va ser absorbida per la RKO l’actriu va ser promocionada com la resposta de la productora a la superestrella de la MGM Norma Shearer. Entre les pel·lícules interpretades per l’actriu en el seu pic de la fama destaquen “Holiday” (1930), per la que va ser nominada a l’Oscar a la millor actriu, “The Animal Kingdom” (1932), “When Ladies Meet” (1933), “Somni d'amor etern” (1935) o “The Flame Within” (1935). Va acabar el seu contracte amb la RKO el 1936 i, pocs mesos després, es va casar amb el director d’orquestra Werner Janssen i abandonà temporalment el cinema. La seva popularitat havia minvat i es traslladà a Anglaterra on intentà començar una nova vida, tot i que va participar en algunes obres de teatre. El 1942 va retornar a la interpretació com a actriu freelance especialitzant-se en papers de mare, vídua o tieta. Aparegué en pel·lícules com The North Star (1943) o The Magnificent Yankee (1950). A partir dels anys 50 es mogué al mon de la televisió apareixent en diferents series i de manera esporàdica també al cinema. Als anys 60 va retornar a Broadway però intervingué en poques produccions abans de retirar-se el 1965. El 1962 s'havia divorciat del seu segon marit. Va morir a Los Angeles a l’edat de 79 anys després d’una malaltia de varis mesos.

## Filmografia
- Paris Bound (1929)
- Condemned (1929)
- Holiday (1930)
- Devotion (1931)
- The Girl of the Golden West (1930)
- East Lynne (1931)
- The Conquerors (1932)
- Prestige (1932)
- The Animal Kingdom (1932)
- Gallant Lady (1933)
- The Right to Romance (1933)
- When Ladies Meet (1933)
- The Life of Vergie Winters (1934)
- The Flame Within (1935)
- Somni d'amor etern (1935)
- The Witness Chair (1936)
- The Lady Consents (1936)
- Love from a Stranger (1937)
- Eyes in the Night (1942)
- The North Star (1943)
- Those Endearing Young Charms (1945)
- Christmas Eve (1947)
- It Happened on Fifth Avenue (1947)
- Two Weeks with Love (1950)
- The Magnificent Yankee (1950)
- The Unknown Man (1951)
- The Man in the Gray Flannel Suit (1956)
- I've Lived Before (1956)
- Strange Intruder (1956)